# Свиязь
Свия́зь (лат. Mareca penelope) — одна из наиболее благополучных[стиль] водоплавающих птиц Северного полушария из семейства утиных. Коренастого телосложения, она размерами уступает крякве и шилохвости, но при этом заметно превосходит чирков. Гнездится в северной Палеарктике от Исландии на западе до Чукотки и побережья Охотского моря на востоке. Населяет тихие лесные водоёмы от лесотундр до лесостепей, однако считается преимущественно северной таёжной птицей — по тому биому, где достигается наибольшая плотность гнездовий. Зимует в Восточной Африке, Южной Азии, Индокитае, в меньшей степени на юге умеренных широт.
В любое время года держится плотными стаями, размер которых на зимних стациях может достигать нескольких тысяч особей. Группы птиц часто можно встретить пасущимися на берегу — на болотах, влажных лугах и на посевах зерновых; такое поведение более характерно для гусей, чем для речных уток. Даже в разгар лета, когда большинство видов переключается на насекомых, свиязь всё равно отдаёт предпочтение растительным кормам. Важный объект охоты. За свой голос иногда зовётся свищём, свистуном или свиягой.

## Описание

### Внешний вид

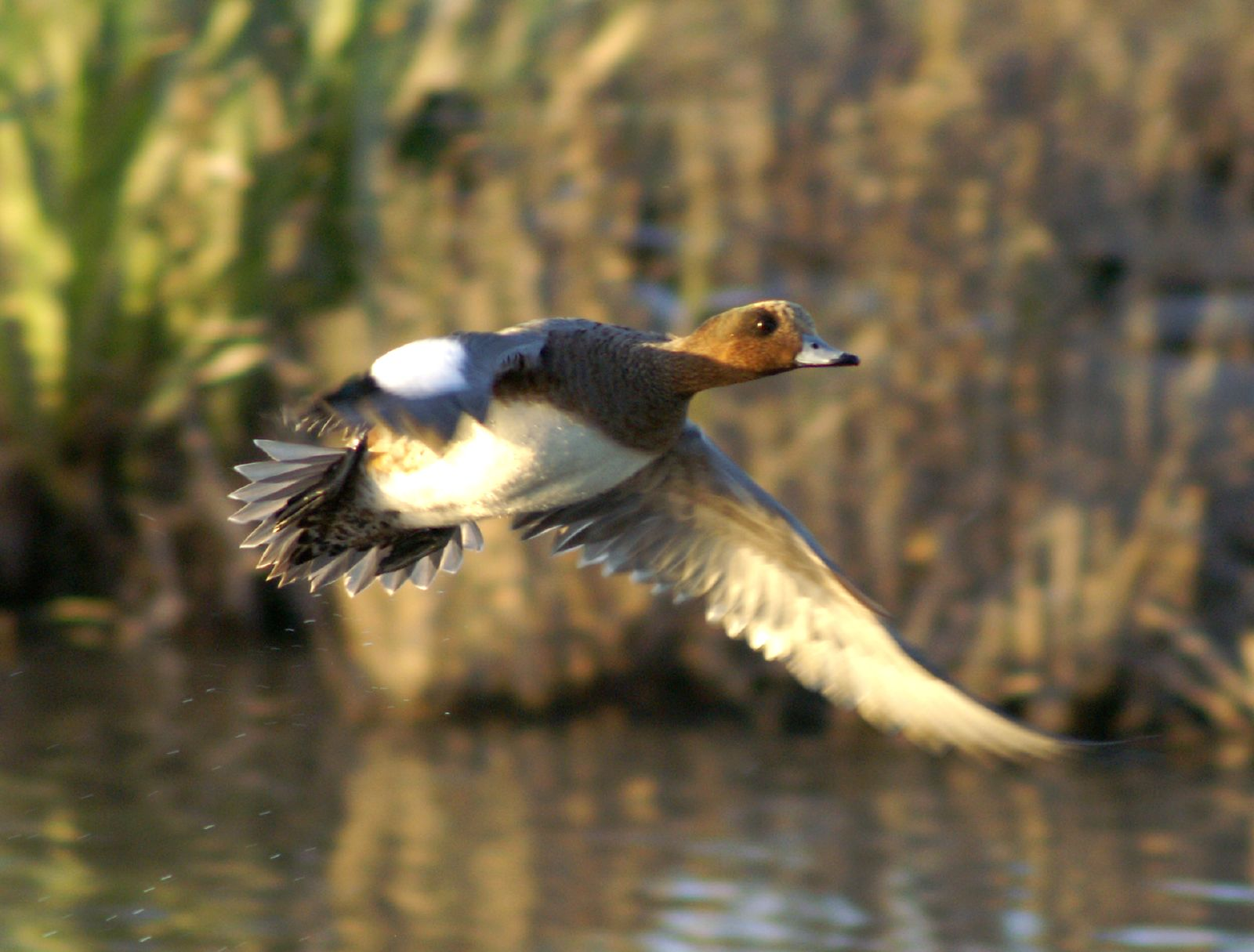
Летящий самец

Коренастая утка средних размеров с относительно короткой шеей, высоким лбом, сравнительно коротким клювом и длинным, заострённым хвостом. Размерами уступает крякве и шилохвости; длина 45—51 см, размах крыльев 75—86 см, вес самцов 600—1100 г, вес самок 500—1000 г.
Как и у большинства уток, у свиязи хорошо развит половой диморфизм. Весной и в первую половину лета самец окрашен в яркие контрастные тона: голова и шея насыщенного каштанового цвета с чёрным крапом; зашеек, плечи, спина, поясница и бока серые с тёмным поперечным струйчатым рисунком; зоб красновато-серый; брюхо белое, подхвостье и бока надхвостья чёрные, хвост серый. От клюва до затылка через темя тянется широкая светлая полоса, которая может иметь различные оттенки от белого до золотисто-жёлтого. На серовато-бурых крыльях вдоль плеча выделяются широкие белые поля, хорошо заметные как у летящей, так и у сидящей на воде птицы. По заднему краю крыла развито зелёное пятно с фиолетовым отливом — так называемое зеркало. Клюв голубоватый с чёрным ноготком, ноги свинцово-серые, радужина бурая.
Самка сверху чаще всего рыжевато-бурая с многочисленными тёмными пестринами, чем мало отличается от самок других уток Северного полушария. Кроме основной формы, встречается ещё одна разновидность окраски, или морфа, при которой на голове и верхней части тела вместо рыжих преобладают серовато-бурые перья. Основными определяющими признаками птицы служат характерная форма головы, короткий и высокий клюв голубовато-серого цвета с чёрным ноготком, более тёмное и однотонное в сравнении с другими утками оперение спины и чистое белое брюхо. Зеркало серо-зелёное. Обычно бывает сложно отличить самку описываемого вида от самки близкородственной американской свиязи, у которой аналогичное строение головы и туловища. Считается, что у обыкновенной свиязи в оперении больше рыжих перьев на голове и шее, хотя в случае серовато-бурой морфы эта разница нивелируется.
Селезень после окончания летней линьки становится больше похожим на самку, при этом сохраняет знаковые белые поля на крыльях. Молодые птицы обоих полов почти неотличимы от взрослой самки, их выделяют чёрные пестрины на белом брюхе и более тусклая окраска зеркала.

### Голос
Весьма говорливая утка с характерным, надолго запоминающимся репертуаром. Наиболее обычный крик самца — плавный двусложный свист-глиссандо, который сравнивают с писком резиновый игрушки и передают как «вхии-у…», «ввиу…» или «пиу…». В брачный период издаёт энергичный жужжащий свист, передаваемый как «сввИИрру…» или «фррИИрру». Самка отвечает грубым низким кряканьем «крррр…крррр», похожим на кряканье самок чернетей. Своей брачной песней самцы очень сильно выделяются между представителями семейства.

...Среди множества утиных пород есть свиязь. У селезня этой утки дыхательное горло устроено особенно. И, пролетая весной, селезень-свиязь издает исключительно ему свойственный звук, из двух колен веселый свист, слыша который, душа прыгает от радости. Невозможно поверить, что это кричит утка. Это нечто восхитительное. Это заливистая ликующая флейта самой весны, роскошно свистящая откуда-то из-под облаков. Спешите слушать эту дивную флейту, весь этот концерт, горожане! Спешите, пока еще гулкой весенней дрожью зыблется непросохшая земля и новобрачные березы одеваются нежно-зеленым пухом.— Евгений Дубровский, «Лесной шум»

### Питание

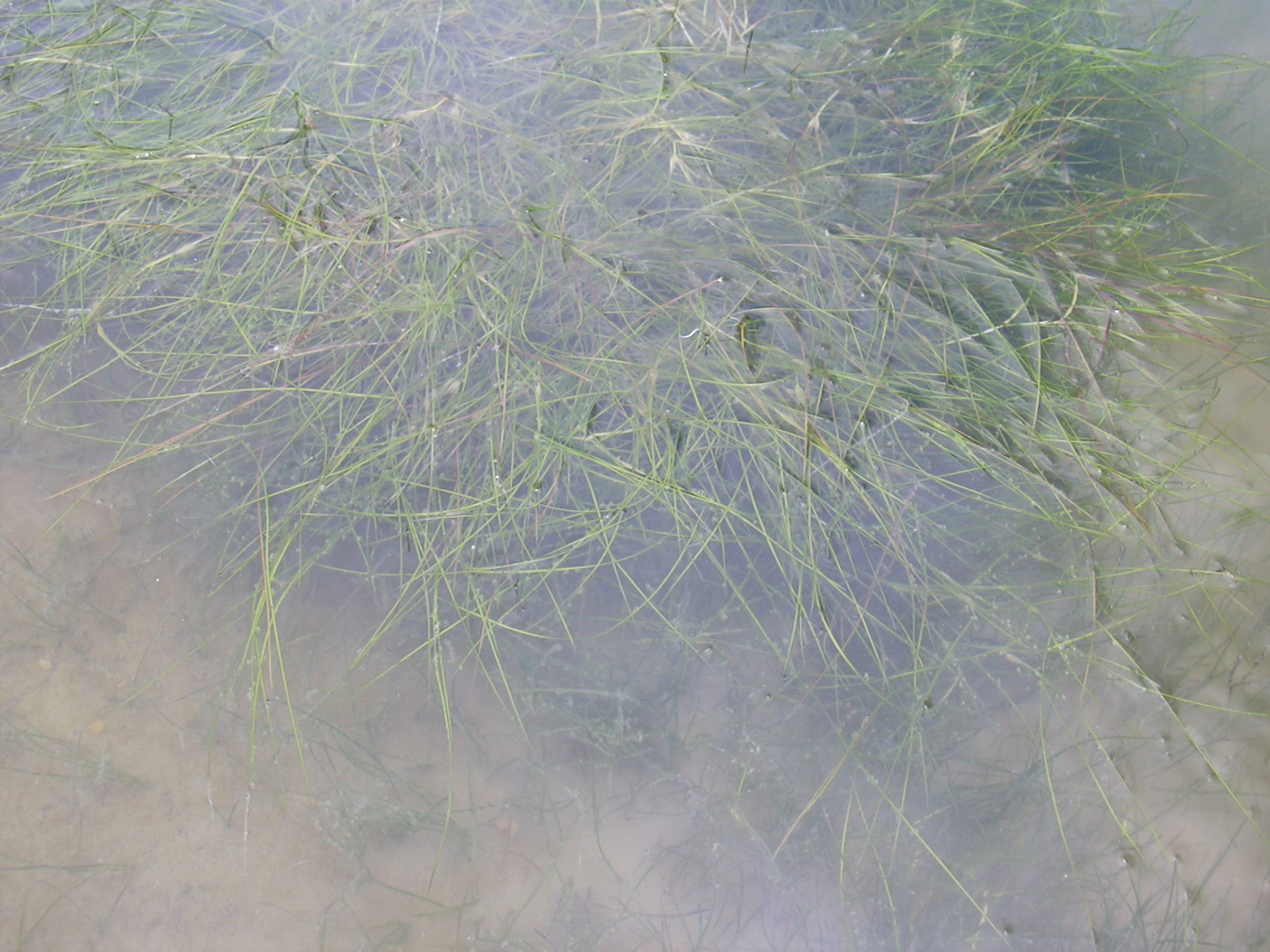
Руппия морская — одно из лакомств свиязи

Короткий и относительно широкий клюв свиязи свидетельствует о её приверженности к вегетарианству. Утка кормится главным образом зелёными частями и корневищами водных и околоводных растений, при этом проявляет пластичность в выборе корма. В академическом сборнике «Птицы Советского Союза» Г.П Дементьева и Н. А. Гладкова особый упор сделан на водные и околоводные травы: валлиснерию, болотоцветник (Nymphoides), сусак зонтичный, ряску малую, элодею, рдест, полевицу, ежеголовник. Известный американский орнитолог Пол Джонсгард (англ. Paul Johnsgard) указывает на то, что при обилии руппии (одно из названий которой в английском языке можно дословно перевести как «трава свиязи»), наряду с рдестом, утка охотно переключается на её употребление в пищу. Семена в рационе имеют второстепенное значение, однако их доля может возрастать в отдельные сезоны. Животная пища, по мнению специалистов, попадает в желудки птиц лишь случайно вместе с растительными кормами. В зимнее время большое значение приобретают побеги взморника и водоросли (в частности, харовые, энтероморфа). Отмечено, что в годы сокращения популяции водорослей из-за болезни утки переключались на внутренние водоёмы, богатые семенами трав, либо зерновые посевы. Способность к нырянию у свиязи выражено слабее других уток. При этом она часто держится по соседству с лебедями и нырковыми утками, и подбирает плавающий на поверхности корм, добытый специализирующимся на этом птицами на дне.

### Размножение

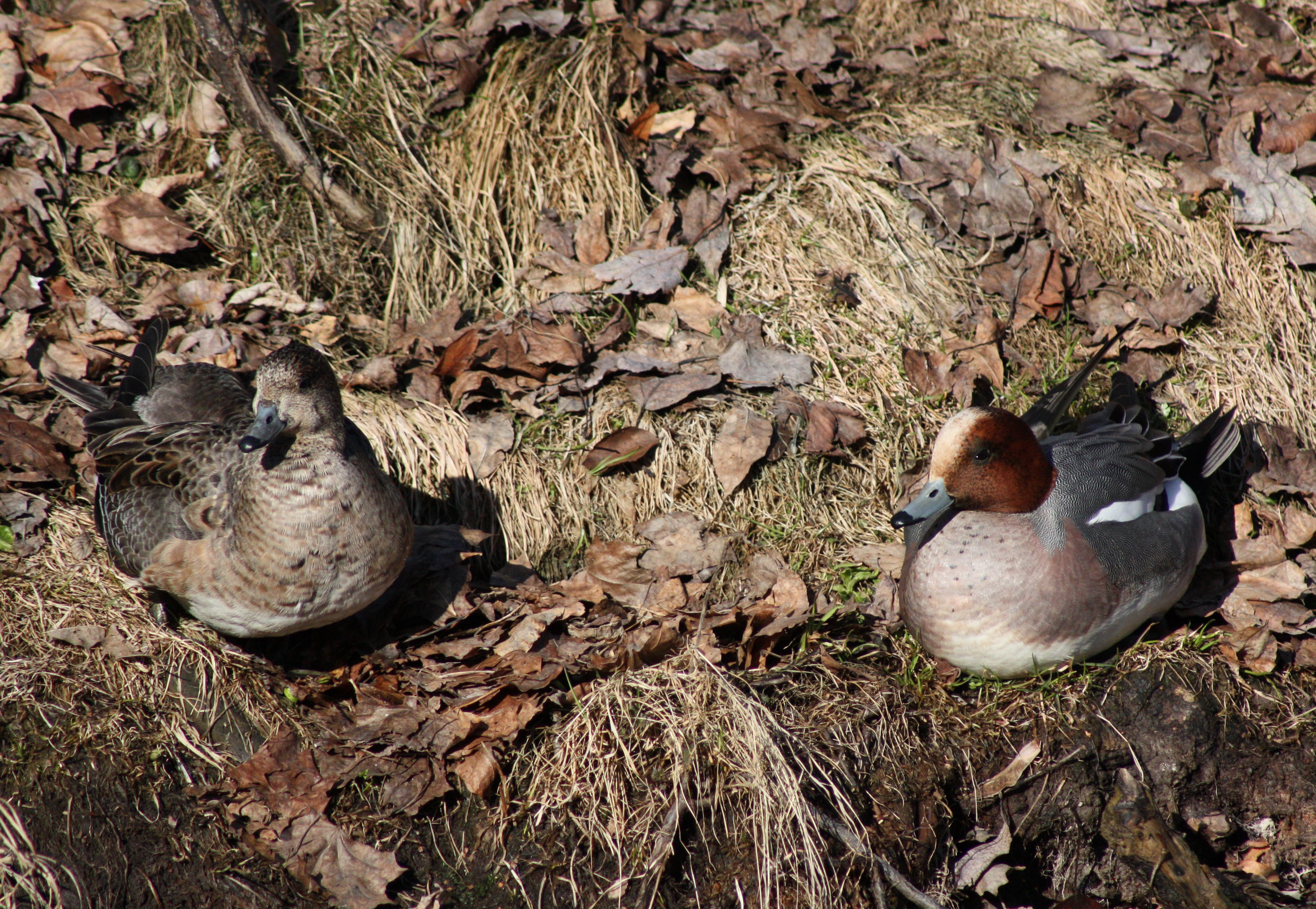
Гнездящаяся пара в Финляндии

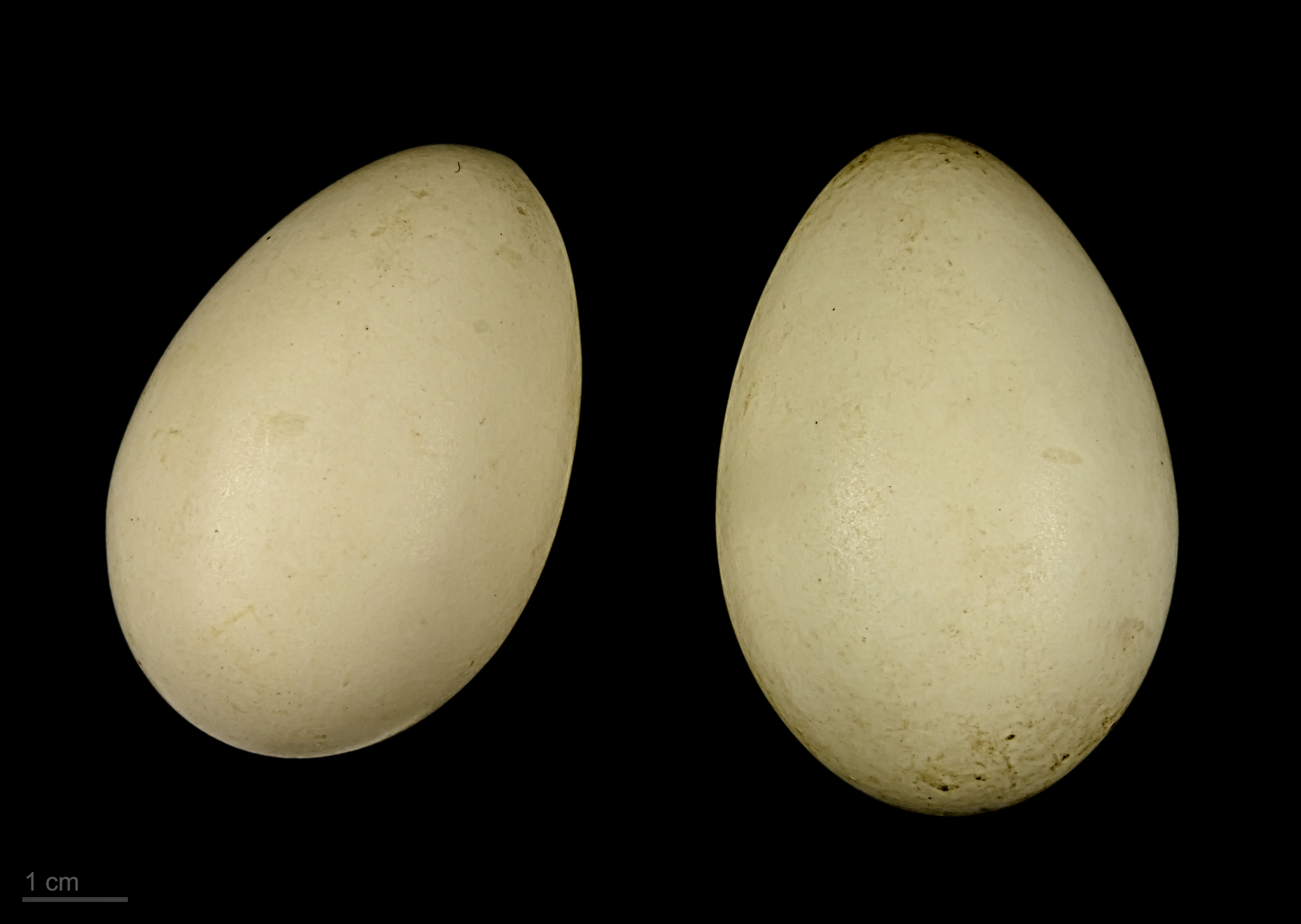
яйцо Mareca penelope — Тулузский музеум

По крайней мере часть самок приступает к размножению в конце первого года жизни. Отлёт с зимовок, расположенных на северо-западе Европы и в Каспийско-Черноморском регионе, как правило, происходит очень рано, когда только появляются первые разводья — со второй половины марта до первых чисел апреля. Согласно данным из Индокитая, свиязи также не задерживаются там позднее марта. Несмотря на столь ранний отлёт, появление на гнездовых участках в южной части ареала отмечено лишь в середине апреля, а в северной начиная со второй половины мая. Образование пар, которое частично происходит ещё минувшей осенью, заканчивается на пролёте.
Брачные игрища не столь разнообразны, как у большинства других уток. Самцы не преследуют чужих самок, но постоянно кружатся вокруг своих с взъерошенными перьями на голове и лопатках. Наиболее яркий момент токования — громкий и резкий свист, который издаёт самец с воздетым к небу клювом.
Гнездо — ямка глубиной 5—7 см, устраивается на сухом месте недалеко от воды. Обычно оно хорошо укрыто под сенью кустарника среди прошлогодней травы, реже может находиться просто в густой траве. Иногда кладки находят в лесу с доминированием хвойных пород деревьев. Растительная выстилка слабая, однако её дополняет толстый слой пуха, который образует высокий валик по периметру гнезда. Наблюдения в Исландии показали слабо выраженную тенденцию к обустройству гнезда на островке посреди водоёма. Откладка яиц с конца мая по первую декаду июня. Полная кладка содержит 6—12, чаще 6—10 яиц кремового либо сливочно-белового цвета. Размеры яиц: (43—61) х (32—42) мм. Насиживание продолжается 22—25 дней, при этом как и у европейских видов речных уток, селезень удаляется на линьку на ранней стадии инкубации. Крупных линных скоплений свиязи не образуют. Традиционно селезни (и отчасти самки) линяют на озёрах Западной Сибири, в верховьях Печоры, в дельтах Волги и Урала, в нижнем течении Оби. К западу от России скопления обычно ассоциируются с приморскими равнинами, как например в Эстонии, южной Швеции, Дании и Исландии. Птенцы поднимаются на крыло в возрасте 40—45 дней, после чего выводки распадаются.
Осенний отлёт поздний — обычно во второй половине сентября, когда в местах гнездовий наступают заморозки и выпадает снег.

## Распространение

### Гнездовой ареал

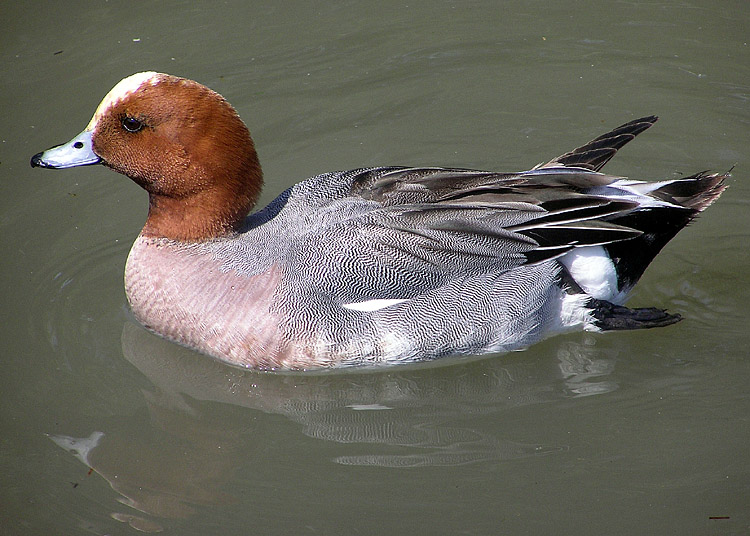
Самец в брачном наряде

Гнездится в лесной и лесотундровой зонах Палеарктики от Исландии на западе до Анадыря, Камчатки и побережья Охотского моря на востоке (в тех же широтах Северной Америки её сменяет близкородственная американская свиязь). Считается преимущественно таёжной птицей. Общая численность в Великобритании оценивается не более 300 гнездящихся пар, среди которых подавляющая часть сосредоточена в Шотландии и Северной Англии (Пеннинские горы). Единичные гнездовые участки зарегистрировались в Нидерландах и прилегающих к ним районах Германии.
Основной участок ареала находится на территории России, а также в Скандинавии, Финляндии и Северном Казахстане. В средней полосе Европейской части России гнездится нерегулярно и спорадично; российские орнитологи Г. П. Дементьев и Н. А. Гладков указывают на редкие либо единичные поселения птиц в Псковской, Смоленской, Новгородской, Московской, Ивановской и Нижегородской областях, а также Татарстане и Ульяновской области. То же самое относится к Ленинградской области, однако к северо-востоку от неё это уже обычная, местами многочисленная птица. Свиязь охотно селится в Архангельской области, на полуострове Канин, в лесопосадках Малоземельской и Большеземельской тундр. В Сибири утка гнездится к северу до границы древесной растительности, в северной части тайги это одна из наиболее обычных птиц среди всех речных уток. Напротив, на южной периферии таёжной зоны свиязь редка либо не встречается вовсе
В западном Казахстане южная граница ареала проходит в районе Уральска, вдоль нижнего течения Илека и долину Хобды, восточнее через районы Караганды и Павлодара, озеро Маркаколь. Возможно, гнездится в Наурзумском заповеднике. Встречается к югу до южных отрогов Алтайских гор, озера Убсу-Нур (Монголия), южной оконечности Байкала. Восточнее граница гнездовий примерно совпадает с южными рубежами России.

### Зимний ареал

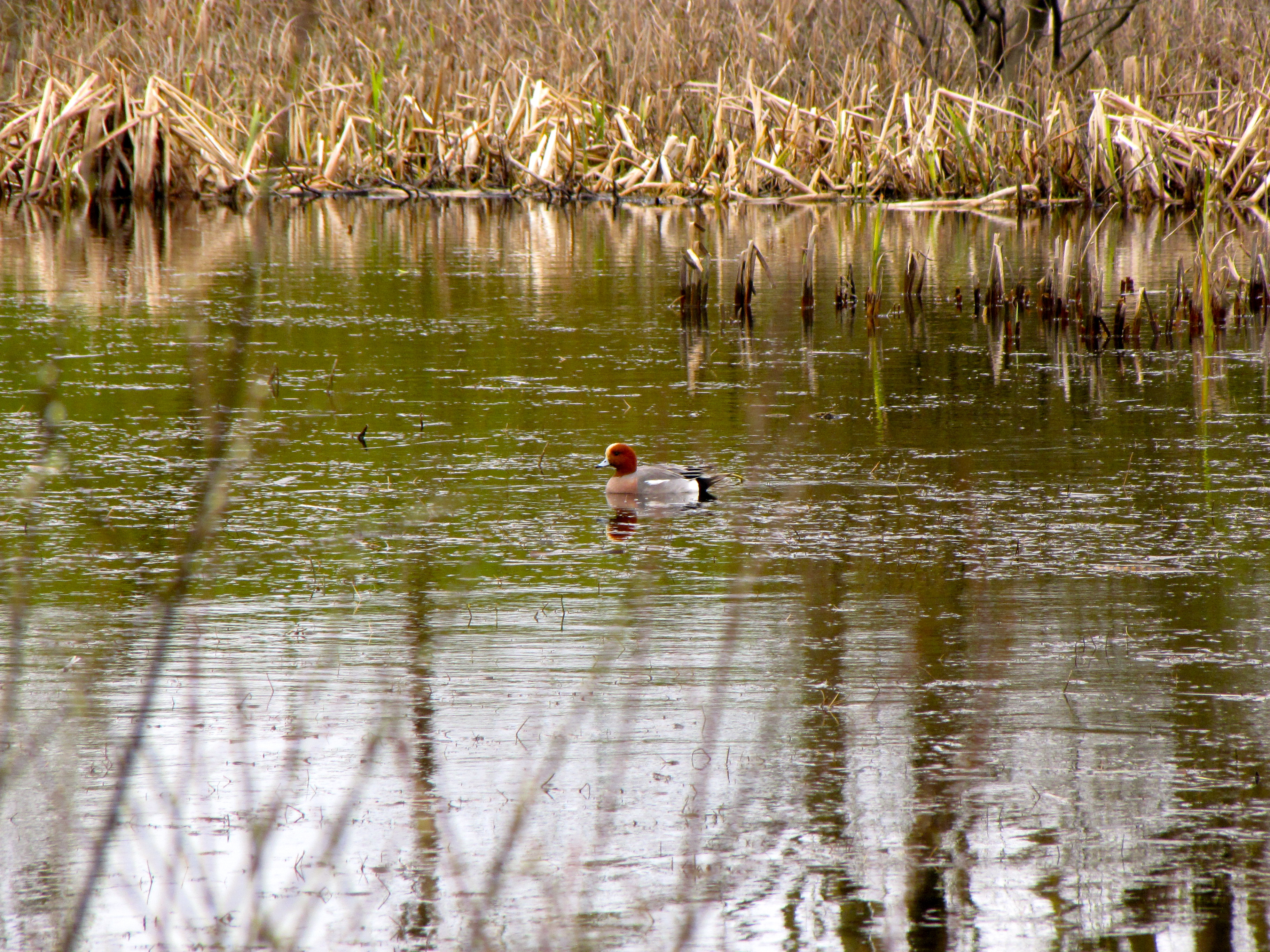
Типичный биотоп свиязи

Почти повсеместно перелётная птица. Исключение составляет лишь небольшая популяция Британских островов, ведущая оседлый образ жизни. Большая часть птиц зимует на юге умеренной зоны от Испании до Японии, другая перемещается далее к югу — на Аравийский полуостров, в Северную и Восточную Африку. Зимние стоянки исландской группировки расположены в Шотландии и Ирландии. Из Скандинавии, Финляндии и России западнее низовьев Оби птицы перемещаются на северо-запад Европы. Свиязи, гнездящиеся в Западной и Средней Сибири, а также Казахстане, зимуют на южных побережьях Чёрного и Каспийского морей, а также в Южной Европе и Северной Африке (на Пиренейском полуострове имеется область, где зимовки перелётных европейских и азиатских уток пересекаются). Наконец, наиболее восточные популяции летят большей частью на Ближний Восток и в северо-восточную Африку. На чёрном континенте большие скопления птиц отмечены в Эритрее, Эфиопии и северном Судане, в меньшей степени в Кении. Отдельные особи могут достигать Танзании.

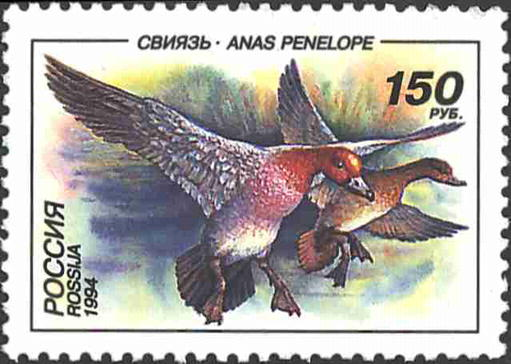
Почтовая марка России

### Места обитания
Биотопы аналогичны с таковыми у других речных уток. Летом это, как правило, неглубокие пресноводные водоёмы с илистыми отложениями, в которых покрытые водной растительностью участки перемежаются с открытыми плёсами. В таких водоёмах, к которым можно отнести некрупные лесные озёра, болота и заводи равнинных рек, течение либо отсутствует вовсе, либо выражено слабо. Особенностью свиязи является то, что чаще всего она селится в местах, где пологие берега покрыты пойменной луговой растительностью, либо вблизи посадок зерновых. Благоприятным фактором также служит присутствие рядом разреженного леса либо отдельно стоящих деревьев. Утка избегает мелких тенистых водоёмов, полностью открытых пространств тундры, а также холмистой местности. В период зимней миграции утки скапливаются на закрытых от ветра морских заливах, заболоченных приморских низменностях, лиманах, эстуариях, на затопляемых низменностях вглуби материков. Солевой состав воды на зимних стоянках большого значения не имеет.